# Célestin Freinet
Célestin Freinet (Gars, Alpes Marítimos, 15 de octubre de 1896 - Vence, Alpes Marítimos, 8 de octubre de 1966) fue un maestro y pedagogo francés, creador de las técnicas que llevan su nombre, utilizadas en diversos métodos de investigación pedagógica. Se atribuye a Freinet la gestación del llamado “materialismo escolar”, partiendo de la filosofía krausista y del marxismo. Síntesis que propone la «autogestión, cooperación y solidaridad entre el alumnado», y se materializa en la introducción de la imprenta en la escuela, el texto libre y el método natural de lectura y escritura. Fue el creador en 1928 de la «Cooperative de L'Enseignement Laïque» (Cooperativa de Enseñanza Laica) y de la «Ecole Proletaire» (Escuela proletaria), precedentes del «Mouvement de l'École moderne» o Escuela Moderna de Freinet. Asimismo, diferentes sectores de educadores y analistas, más o menos politizados, le consideran fundador de la escuela moderna-sindicalista. Su obra más conocida 
de aquel momento fue La imprenta en la escuela. Louis Legrand, uno de sus más documentados biógrafos, sostiene que Freinet «nos abre en el terreno de la pedagogía el camino de la razón y el corazón».
Al comienzo del siglo xxl existen diversos colegios particulares e instituciones de élite que llevan su nombre o anuncian las técnicas Freinet, y en su mayoría bajo la coordinación de la FIMEM.

## Biografía
Nacido en una familia campesina en la Provenza francesa, en su infancia fue pastor. Tras estudiar en Grasse, entre 1913-1919 ingresó en la escuela normal de maestros de Niza. Movilizado durante la guerra del catorce con apenas 19 años, fue herido gravemente en un pulmón, de lo que nunca se recuperó completamente. Recibió la Legión de Honor y tuvo cuatro años de convalecencia.
En 1920 se inició como maestro de escuela en Bar-sur-Loup, en los Alpes Marítimos. En ese periodo comienza a desarrollar su faceta de ‘activista pedagógico’, con propuestas como introducir la imprenta en la escuela. También comienza a publicar artículos en la prensa profesional y política, y a participar en los congresos internacionales de la llamada "Escuela Nueva". En esas reuniones toma contacto con docentes franceses como Bovet, Cousinet, Ferrière, o el neurólogo y psicólogo infantil Claparède. También se pone al día leyendo los clásicos de la pedagogía contemporánea para preparar las oposiciones a la inspección primaria, que sin embargo no aprobó. Decepcionado quizá, decide apartarse tanto de la pedagogía tradicional como de la nueva (y a pesar de su admiración por la obra de Ferrière).
En Gars su pueblo natal, crea una cooperativa de trabajadores para electrificar la población y se convierte en un activista sindical en las filas del Partido Comunista, militancia que en 1925 le permite viajar a la URSS con una delegación sindical y conocer allí a Krupskaia, Ministra de Educación y esposa de Lenin.
En marzo de 1926 se casa con Élise Lagier-Bruno, institutriz y artista, en Saint-Martin-de-Queyrières (unión de la que nacerá una hija, Madeleine, en agosto de 1929). En 1928, el matrimonio Freinet abandona su casa de Bar-sur-Loup y se instala temporalmente en Saint-Paul-de-Vence, donde Élise ha sido trasladada, y continúan desarrollando el cuerpo central de su método: la imprenta, la correspondencia interescolar, la cooperativa escolar y, a nivel nacional, la Cooperativa de Enseñanza Laica (CEL) que llegaría a convertirse en una verdadera empresa de producción de material y edición de documentos pedagógicos. Freinet ya es conocido tanto a nivel nacional como internacional por los congresos en los que participaba u organizaba.
En 1927 publica el libro La imprenta en la escuela y crea en el marco de la Cooperativa de Enseñanza Laica (CEL) conjuntamente con la aprobación de sus estatutos un boletín llamado "La imprenta en la escuela" que en principio es mensual y luego cambia su periodicidad a quincenal y en 1932 cambia su nombre por L`educateur prolétarien. En este marco anualmente se realizaban congresos llegando a tener mil asociados en 1935.
El origen de la escuela libre experimental se sitúa entre 1934 y 1935, cuando Freinet pone en marcha una escuela en Vence, con apoyo comunista. Los alumnos son en su mayoría internos pertenecientes a las capas sociales desfavorecidas o a familias en apuros. Al empezar la Segunda Guerra Mundial se le considera peligroso por su militancia comunista y es internado en un campo de concentración, aunque más tarde sale en libertad y se une al maquis del Briançonnais, que más tarde llegaría a dirigir. Concluida la guerra, preside el Comité de Liberación de los Altos Alpes y reanuda su actividad en Vence.
En 1948, la Cooperativa de Enseñanza Laica se transforma en el "Instituto de la Escuela Moderna", que se traslada a Cannes. En 1953 Freinet fue expulsado del Partido Comunista, como disidente. En ese periodo refuerza el sistema de coordinación del trabajo pedagógico y didáctico de sus discípulos, creando el Institut Coopératif de l'École Moderne (ICEM), que tuvo su reflejo internacional en 1958, con la fundación de la Federación Internacional de Movimientos de Escuela Moderna (FIMEM).
Célestin Freinet falleció en Vence ocho días antes de cumplir los 70 años de edad. Su proyecto fue continuado por su esposa y compañera Élise Freinet (1898-1983).

## Continuadores

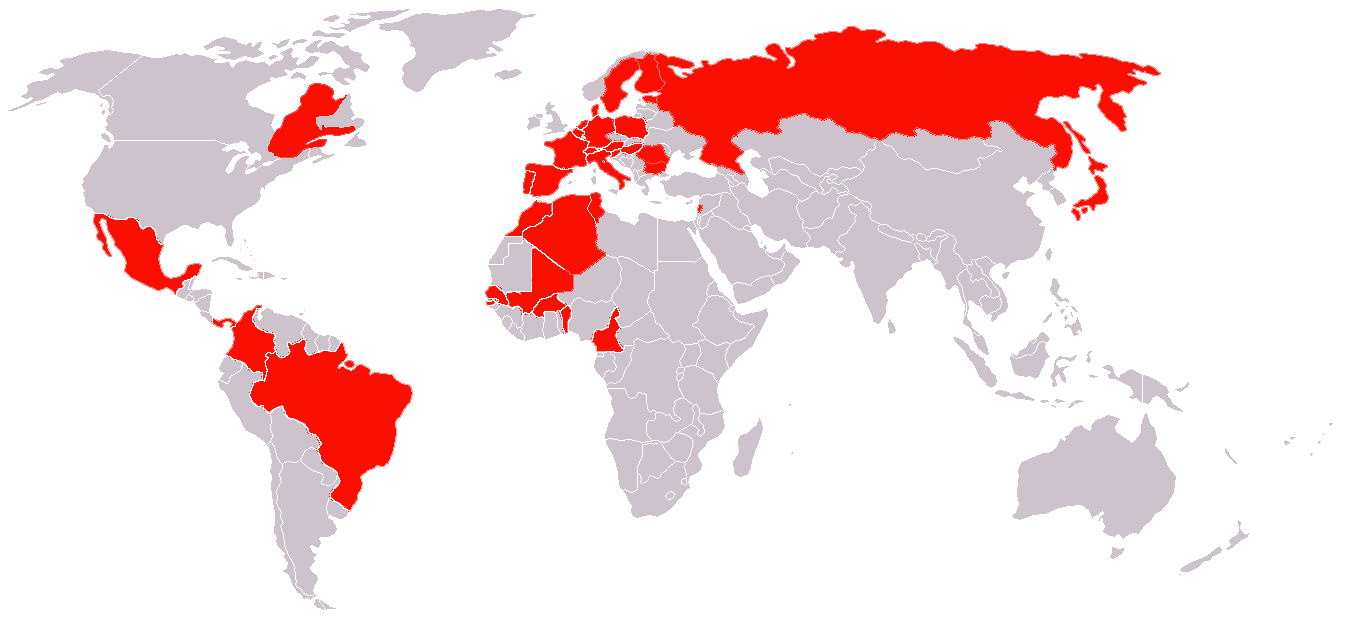
Expansión de los métodos Freinet representada por la FIMEM.

La difusión de los métodos pedagógicos de los Freinet ha sido tan amplia como diversa. Pueden mencionarse algunos ensayos continuadores, como por ejemplo, en España, durante el periodo de la segunda República Española, como la Cooperativa Española de la Imprenta en la Escuela, creada por Herminio Almendros y su esposa, María Cuyás Ponsa, ambos inspectores de enseñanza; germen de la Revista Colaboración que organizaría varios congresos, algunos de ellos con la presencia del propio Freinet, como ocurrió en la Escuela de Verano de Barcelona de 1933.
Como consecuencia de la derrota republicana en la guerra civil española y del subsiguiente proceso de persecución de toda pedagogía considerada de signo laico y revolucionario emprendido por el franquismo y la Iglesia Católica española, algunos maestros en el exilio difundieron los métodos de Freinet en países de Hispanoamérica. En España, sigue su pedagogía el Movimiento Cooperativo de Escuela Popular (MCEP), que pertenece a la FIMEM (Federación Internacional de Movimientos de Escuela Moderna).

## Las «técnicas de vida»
Siguiendo el testimonio de Élise Freinet, durante el periodo vivido en Bar-sur-Loup, su marido experimentó dos fases de «iluminación pedagógica», interiorizando y superando su propia experiencia tras la Gran Guerra y el movimiento hacia el nuevo modelo educativo que propondría. El gran descubrimiento o la clave de originalidad –común sin embargo a casi todos los movimientos pedagógicos contemporáneos de Freinet– fue «la necesidad imperiosa, física y psicológicamente, de salir del aula para ir a buscar la vida en el rico entorno del campo vecino y la artesanía todavía existente: la clase-paseo». Sobre esta base, Freinet desarrolló un abanico de actividades para estimular «la libre expresión infantil, la cooperación y la investigación del entorno». El ejemplo de la Naturaleza, por otra parte ayudaría al pedagogo a elaborar unas claves de trabajo:
- El texto libre: es el texto realizado por los niños en las fases siguientes: la escritura del texto, que constituye una actividad creativa e individual; la lectura ante todo el grupo, con lo que se trabaja la entonación, la modulación de la voz; el comentario de texto de forma colectiva; y otras técnicas como la impresión y reproducción de los textos para la revista escolar y la correspondencia. “No a los libros de textos”. Además de ejercitar la creatividad, el texto libre sirve de soporte para el aprendizaje de la lectura. Como el texto procede de los propios niños y niñas, se sienten más implicados y aprenden con mayor facilidad.[13]
- La revista escolar: fruto del trabajo de los niños y que se construye a partir de la propia organización del trabajo. Constituye una herramienta para comunicarse con las familias. La gramática y la ortografía cobran sentido porque no se debe publicar un texto con errores de ortografía.
- Los planes de trabajo: tienen sentido en una planificación colectiva con el alumnado y al amparo de unas decisiones de grupo que, a su vez, están insertas en la planificación general del curso. El niño o la niña se responsabilizan de su trabajo y saben lo que deben hacer.
- Las conferencias: pretenden propiciar, en el marco del grupo–clase, las críticas a la realidad por parte del alumnado y su posterior estudio.
- Biblioteca de trabajo: el material se clasifica de acuerdo con la dinámica y las necesidades de consulta del alumnado, que acceden libremente a él, pero también se responsabilizan de ordenarlo y controlarlo.
- La asamblea de clase: es el espacio y tiempo destinados a plantear problemas y buscar medios para su resolución, para planificar y posibilitar la realización de proyectos. Educa la función de planificación y de revisión del trabajo y de la vida del grupo–clase.

- La correspondencia escolar: La imprenta, por su divulgación escolar, social y humana ha inspirado la correspondencia escolar (interescolar). Freinet consideraba necesario que los textos libres de los niños fueran apreciados no sólo en sus aldeas o por sus padres, iniciando un intercambio de una escuela a otra, de paquetes con postales, dibujos, cartas: «el texto libre como página de vida».[7]
- La agenda escolar: En donde estarían consignadas informes, preguntas y sugerencias para ser planteadas durante las clases o como una forma de plasmar futuros trabajos.
- Intercambios escolares: Envío de mensajes u objetos entre escuelas para favorecer el texto libre y otras técnicas de vida.
- El dibujo libre: Similar al texto libre, pero con el dibujo como protagonista.
- El fichero escolar cooperativo: Fichas en donde se guarda información que pueda ser útil en trabajos posteriores y contribuir con la resolución de los proyectos. El fichero nunca se acaba en tanto que todos los proyectos posteriores pueden retroalimentarla.
- Los talleres de trabajo: Lugares dentro de la escuela en donde se favorezca el uso de diferentes herramientas relacionados con las profesiones, en donde el niño podrá expresarse y desarrollar capacidad en torno a un oficio.
- Carné escolar: Ayuda a la creación de un perfil del estudiante, es una forma de identificar a los alumnos durante las clases-paseo y ante las personas que no pertenezcan a la escuela.
- El huerto escolar
- Ficheros autocorrectivos/cuadernos autocorrectivos/bandas programadas
- Periódico mural
- Organización de la biblioteca de trabajo

## Método natural
La base de las técnicas Freinet parten de un método natural, es decir, ofrecer un ambiente favorable al descubrimiento continuado, en el que sea posible la expresión libre y el intercambio y contraste de ideas en una institución que ellos mismos conforman. Otra de las claves del desarrollo de dichas técnicas es la creación de talleres dedicados al trabajo manual. Todo ello en una línea pedagógica de actitud investigadora, incentivando la curiosidad por lo que rodea al alumno, salvaguardando el respeto por las propias realizaciones y las de los demás, y autogestionando el buen uso de los materiales, como soporte del aprendizaje.
Freinet estuvo influido por las corrientes obreras y socialistas de comienzo del siglo xx. De ahí su militancia sindicalista y la base marxista de su discurso, las críticas a la sociedad capitalista y sus propuestas de una «Educación por el Trabajo, de una Escuela del Pueblo y de una Pedagogía Popular y Moderna». Todo ello en clara resonancia con la Escuela Nueva. Si bien los aspectos fundamentales de orientación pedagógica de Freinet constituyen una dura crítica a la escuela tradicional, también realiza críticas a la Escuela Nueva, considerando que disfruta de unas condiciones económicas y ambientales muy favorables de las que se ven privadas la mayoría de las escuelas públicas.
En opinión de Legrand, «no cabe esperar que Freinet produjera textos académicos en los que teorizase formalmente la filosofía de su práctica. No hay duda de que Freinet leyó y escribió mucho. Describió su pensamiento y acción en libros como L'education du travail (1949), Les dits de Mathieu (1949), L'essai de psychologie sensible appliquée à l'éducation (1950), L'ecole moderne française (1957), etc. En los últimos años de su vida quiso incorporar a su movimiento a teóricos de la investigación docente, entre los que me encontraba yo mismo, en torno a una revista, Techniques de Vie, que tuvo una vida efímera. En conjunto, su obra es concreta, pintoresca y afectiva. Pero resulta difícil delimitar su filosofía profunda, por cuanto Freinet evolucionó continuamente y se alimentó de las grandes corrientes de pensamiento de su época, que asimiló y, sobre todo, transformó. Así ocurrió por ejemplo con la reflexología (véase Élise Freinet, 1977, pág. 143), la cibernética, la enseñanza programada y el estructuralismo. Legran resume que «su cultura en el momento de su formación como maestro y cuando preparaba las oposiciones a inspector ya era muy amplia. Lo será más, cuando con ocasión de la celebración de congresos, trate a Ferrière, Decroly, Cousinet, Claperède, Dottrens, Wallon, Barbusse, Politzer y otros. Pero entre el principio, probablemente marxista, y el final de su vida, inspirado al parecer por Teilhard de Chardin».
El plano más teórico, y como base psicológica de su propuesta educativa, Freinet estimula la idea de “tanteo experimental”, considera que los aprendizajes se efectúan a partir de las propias experiencias, de la manipulación de la realidad que pueden realizar los niños, de la expresión de sus vivencias, de la organización de un contexto (de un ambiente) en el que los alumnos puedan formular y expresar sus experiencias. Otra consideración que se ha de contemplar es la funcionalidad del trabajo, crear  instituciones que impliquen que el trabajo escolar tenga un sentido, una utilidad, una función. Otra de las aportaciones es el principio de cooperación, el cual exige la creación de un ambiente en el aula en el que existan elementos mediadores en la relación maestro–alumno.
«El aprendizaje del cálculo sufrirá la misma transformación radical. Para Freinet, el cálculo tiene que ser un instrumento de acción sobre las cosas. Sirve para medir los campos, pesar los productos, calcular el precio de costo, los intereses que se deben o se cobran. Todo ello justifica la actividad aritmética, en vez del acceso descarnado a los números y las operaciones», se trata, concluye Legrand de convertirlo en ‘cálculo vivo’. 
La imprenta, el diario escolar, la correspondencia interescolar y los viajes o visitas lejanas cuestan dinero y en los municipios pobres no se puede esperar el dinero del ayuntamiento. De la necesidad de obtener financiación nacerá la cooperativa escolar, un espacio, que según Legrand «se convierte en lugar de reflexión, de elaboración de proyectos, de adopción de decisiones, de contabilidad y de estimación de posibilidades. Es así la escuela el instrumento de una formación cívica por la acción, y no por la palabra, en instituciones lejanas.»

### El interés por la comunicación

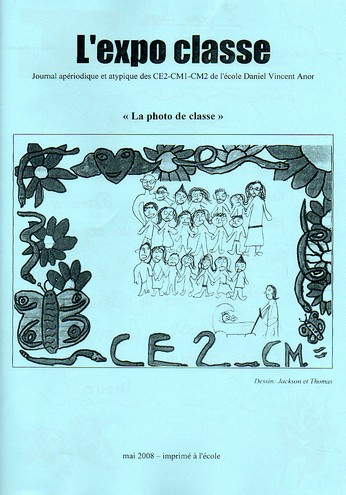
Un diario de clase impresa en una escuela francesa, en 2008.

Del estudio de Legrand, publicado en 1993 en Perspectivas: revista trimestral de educación comparada y recogido por la UNESCO entre sus materiales de difusión pública, pueden extraerse asimismo citas sobre el método Freinet publicado en 1956:

El interés fundamental por la comunicación conducirá a una práctica original del «aprendizaje de la lectura». En Francia, entre las dos guerras mundiales se practicó la técnica de la construcción sintética. De los sonidos a la letra, de las letras a la sílaba, de las sílabas a la palabra y de las palabras a la frase. Para este aprendizaje de las simples combinaciones se utilizan pizarras ante las cuales los alumnos deben “descifrar” en coro: B-A: BA, etc. Las palabras utilizadas son las que nacen de esta producción sintética: “papá”, “pipa”, etc. Los textos que se leen son artificiales y “pueriles”, en todo caso totalmente ajenos a la vida real afectiva. El problema fundamental reside en pasar de esta gimnasia formal a la lectura de verdaderos textos. Según Freinet, esta técnica supone la muerte del espíritu. Leer es buscar el sentido de lo que se lee. Por esto se informa con interés de las técnicas y las teorías de Decroly: la percepción del texto no es sintética, letra tras letra, sino global, según establece la “psicología de la forma”. La base de la “lectura global” es el aprendizaje que va de las palabras, percibidas y reconocidas globalmente, a la sílabas, producto de la descomposición de las palabras mediante el reconocimiento de las similitudes, hasta llegar a los sonidos descubiertos de la misma manera analítica. A partir de ahí puede pasarse a la composición de palabras nuevas y a la escritura. De este modo se define un método analítico-sintético que Freinet descubre y en el que se inspirará, aunque superando la perspectiva original. El acceso al texto escrito debe ser ante todo una búsqueda de su sentido. Siguiendo en esto las intuiciones de Rousseau, Freinet considera que el texto es ante todo el producto de una voluntad de comunicación, y no olvida la necesidad de facilitar los conocimientos que faltan en los momentos adecuados. El alumno conserva su autonomía: utilizará el diccionario o un manual de gramática, así como fichas autocorrectoras. En estos momentos, el maestro no dudará en “dar una lección”. Pero, a diferencia de la pedagogía tradicional, esta lección no será consecuencia de una progresión teórica y abstracta, sino de necesidades comprobadas: no se sabe escribir una palabra, no se sabe si hay que poner 'ado' o 'ao'.

En las matemáticas la mayoría de los alumnos sólo ven un juego artificial que no entienden. Freinet quiso sumergir en la vida el aprendizaje de las matemáticas, razón por la cual su instrumento privilegiado debía ser la medida en actividades concretas: fabricación, cultivo, crianza, comercialización; medidas de longitud, de volumen, de peso, problemas planteados por la alimentación de los conejos, las gallinas, la adquisición de semillas, la venta de las cosechas, etc., es preciso aprender las reglas de cálculo y de razonamiento pero esas nuevas condiciones, esas reglas no caían “del cielo”. Se consideraban necesarias para resolver el problema práctico que planteaba la actividad de jardinería, de fabricación de objetos, de organización de un viaje o de envío de la correspondencia interescolar. A similares conceptos vitales, prácticos, concretos y de cooperativismo ha de obedecer la enseñanza de la historia, la geografía y el arte. El pedagogo, dispone que la escuela no esta rodeada por muros, sino por el bosque al que los niños puedan acudir libremente, dispone de una piscina y como clima es bueno, trabajar a menudo al aire libre, cuidando también del huerto y de los animales del corral.
Célestin Freinet (síntesis de Louis Legrand) 

## Obras
El conjunto de la obra de Freinet fue recopilado por Georges Piaton y publicado en La pensée pédagogique de Célestin Freinet (Toulouse, Editorial Privat, 1974) donde le dedica medio centenar de páginas reuniendo en ellas mil setecientos títulos, en su mayoría artículos.
1927 - L'imprimerie à l'école. Boulogne, Ferrary, 1927, reeditada varias veces por diversas editoriales.
1946 - L'école avail, París, Editions Ophrys, 1949.
1949 - Les dits de Mathieu, Folleto de nueva educación popular, 1949; reeditado por: Neuchâtel, Delachaux & Niestlé, 1959.
1950 - Essai de psychologie sensible appliquée à l'éducation, Cannes, Editions de l'Ecole Moderne Française, 1950, reeditado por: Delachaux & Niestlé, 1966.
1956 - Les méthodes naturelles dans la pédagogie moderne, París, Bourrelier, 1956.
1957 - L'école moderne française, Montmorillon, Editions Rossignol, 1957.
1969 - La méthode naturelle, 3 volúmenes, Neuchâtel, Delachaux & Niestlé, 1968-1969. (póstuma).
1969 - Pour l'école du peuple, París, Maspero, 1969. (póstuma).
- Algunas obras traducidas al castellano:

1964 - Las enfermedades escolares. Ed. Laia, Barcelona, 1974
1969 - La psicología sensitiva y la educación. Ed. Troquel, Buenos Aires, 1969
1971 - Educación por el trabajo. Fondo de Cultura Económica, México, 1971
1972 - Los métodos naturales. Ed. Fontanella, Barcelona 1972 (3 vol.)
1973 - Técnicas Freinet en la Escuela Moderna, México D.F: Ed. Siglo XXI. 1973
1973 - Parábolas para una pedagogía popular, Editorial Laia, Barcelona, 1973
1975 - Nacimiento de una pedagogía popular. Ed. Laia. Barcelona. 1975
1976 - Por una escuela del pueblo. Fontanella. Barcelona, 1976
1996 - La escuela moderna francesa. Una pedagogía moderna de sentido común. Las invariantes pedagógicas. Ed. Morata, 2ª edición.

## Estudios sobre Freinet

### En francés
- Clanché, P., Devarieux, E., Testaniere, J. (eds.) La pédagogie Freinet. Mises à jours et perspectives. Burdeos, Presses Universitaires de Bordeaux, 1993.
- Legrand, Louis. Pour una pédagogie de l'étonnement. Neuchâtel, Delachaux & Niestlé, 1960.
- Lobrot, M. La pédagogie institutionnelle. París, Gauthier-Villars, 1966.
- Maury, L. Freinet et la pédagogie, París, Presses Universitaires de France, 1988.
- Oury, F. Y Vasquez, A. Vers une pédagogie institutionnelle? París, Maspero, 1967.
- Piaget, J. Psychologie et pédagogie. París, Denoël, 1969.
- Piaton, G. La pensée pédagogique de Célestin Freinet, Toulouse, Privat, 1974.
- Vial, J. “Pédagogie Freinet, pédagogie du travail, de l'aléatoire et de la dédicace”. En: Célestin Freinet. París, I.P.N., 1967.

### En español
- González-Monteagudo, J. El universo pedagógico de Célestin Freinet, Editorial Escuela Viva, 2018
- González-Monteagudo, J. La vida y la obra de Célestin Freinet, Editorial Escuela Viva, 2018

## Freinet en el cine
Jean-Paul Le Chanois dirigió en 1949 L'École buissonnière, largometraje de 99 minutos estrenado aquel año en Francia, con guion del propio Le Chanois, a partir de una sinopsis de Élise Freinet. La película tuvo como intérpretes principales a Bernard Blier, Juliette Faber, Édouard Delmont, Edmond Ardisson. La acción trascurre en 1920, en un pueblo de Provenza, donde el señor Pascal, joven maestro recién llegado al pueblo, hace radicales cambios sobre la metodología tradicional de su predecesor: «escucha a los niños, se inspira en sus descubrimientos, les pone en contacto con la naturaleza y da valor a las capacidades de cada uno».
Otro ejemplo similar puede encontrarse en La lengua de las mariposas, dirigida en 1999 por José Luis Cuerda.